# فابيو أوليفيرا
فابيو أوليفيرا (بالبرتغالية: Fábio de Jesus Oliveira‏) هو لاعب كرة قدم برازيلي، ولد في 30 مارس 1981 في إباتينجا في البرازيل. شارك مع منتخب توغو لكرة القدم. أما مع النوادي، فقد لعب مع نادي أفاي لكرة القدم ونادي العروبة ونادي شابيكوينسي.

## وصلات خارجية
- فابيو أوليفيرا على موقع قاعدة بيانات كرة القدم.إي يو (الإنجليزية)
- فابيو أوليفيرا على موقع ناشيونال فوتبول تيمز (الإنجليزية)
- فابيو أوليفيرا على موقع Soccerway.com (الإنجليزية)